# Campo
Campo (Campo di Brenzone) je malá opuštěná italská vesnice nacházející se nad obcí Brenzone u Gardského jezera. K vesnici vede serpentinitová cesta z hladkých kamenů lemovaná nízkými zídkami a zahradami s olivovníky. Vesnicí vede turistická značka a nachází se zde pramen malého potoka.

## Historie
Vesnice pochází ze 17. století a byla zde vystavěna kvůli prameni potoka. Nachází se zde starý kostel s dřevěnými ikonami a dominuje mu dřevěná socha Ježíše Krista. Ve druhé polovině 20. století byla vesnice opuštěna kvůli nedostatku práce.

## Současnost
V současné době je Campo vyhledávaným turistickým místem a někteří obyvatelé si zde zakládají občerstvení pro turisty a výdělek jde na rekonstrukci vesnice.